# بورغشتيت
بورغاشتت (بالألمانية: Burgstädt) هي بلدة ألمانية تقع في ألمانيا في ساكسونيا.[بحاجة لمصدر]  يقدر عدد سكانها بـ 11,884 نسمة .

## المدن التوأمة
مدن Ahnatal و Pári هي مدن توأمة لـبورغاشتت.